# Yolandi Visser
Yolandi Visser (alternative Schreibweise ¥o-Landi Vi$$er; * 3. März oder 1. Dezember 1984 als Anri du Toit) ist eine südafrikanische Musikerin und Schauspielerin. International bekannt wurde sie als Teil von Watkin Tudor Jones’ Rap-Rave-Formation Die Antwoord.
In den ersten Jahren ihrer musikalischen Karriere war sie auch unter dem Pseudonym Anica The Snuffling bekannt.

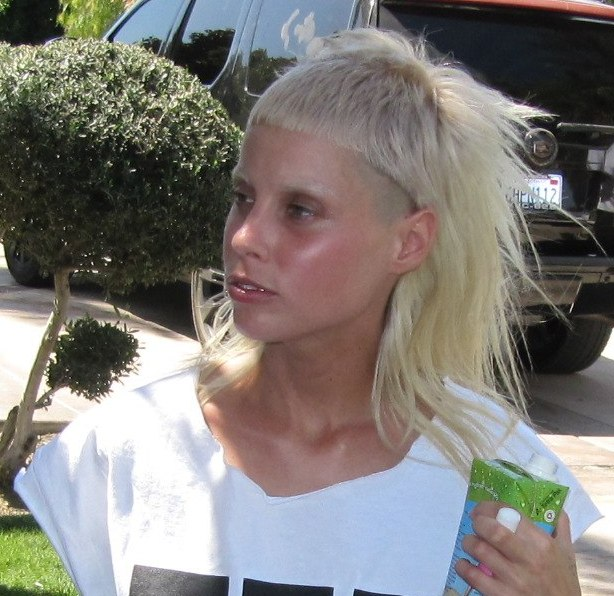
Visser im Jahr 2010

## Leben
Visser wurde in Port Alfred, einer kleinen Stadt an der Ostküste Südafrikas, von einem ansässigen Priester, Reverend Ben du Toit, und seiner Frau adoptiert. Ihr älterer Adoptivbruder Leon verstarb 2015.
Sie hatte als Heranwachsende Mühe, sich irgendwo zugehörig zu fühlen und beschreibt sich rückblickend selbst als „einen kleinen Punk“, der immer in Schlägereien geriet. Ab dem sechzehnten Lebensjahr besuchte sie ein Internat, in dem sie zum ersten Mal künstlerische Förderung erhielt und in dem sie umgeben von künstlerischen und kreativen Menschen nach eigener Aussage aufblühte.
Ab 2002 war Yolandi Visser Teil von Watkin Tudor Jones’ Hip-Hop-Formation  The Constructus Corporation, die im Juni desselben Jahres das Konzeptalbum The Ziggurat veröffentlichte, das ein 88 Seiten langes Graphic Novel beinhaltete. Die Formation löste sich im Jahr 2003 wieder auf. Im Jahr 2005 gründete sie gemeinsam mit Jones dessen ehemalige Formation Max Normal als MaxNormal.TV wieder, die bis 2008 bestand. Der internationale Durchbruch stellte sich mit der 2008 ebenfalls mit Jones gegründeten Formation Die Antwoord ein, die ihre Texte in Afrikaans und Englisch verfasst. Beide treten in ihr als Sänger und Rapper in Erscheinung, sie unter dem Namen Yo-Landi Vi$$er, Jones als Ninja. Nach der Veröffentlichung des fünften Albums The House of Zef (2019) soll diese, wie schon bei Gründung der Gruppe geplant, aufgelöst werden. Die weiteren Pläne von Jones und Visser sind nicht bekannt.
2014 drehte sie mit dem südafrikanischen Regisseur Neill Blomkamp den Science-Fiction-Film Chappie, in dem auch Watkin Tudor Jones mitspielt.

## Privates
Visser hat eine gemeinsame Tochter namens Sixteen Jones mit ihrem künstlerischen Weggefährten Watkin Tudor Jones, welche im Jahr 2006 zur Welt kam. Sie selbst bezeichnen sich allerdings nicht als in einer Beziehung lebend, Jones beschrieb ihr Verhältnis einmal als ein „ultimate best-friends-forever type of thing“ (etwa: ultimative beste Freunde für immer).
2010 adoptierten beide gemeinsam den damals neunjährigen Gabriel „Tokkie“ du Preez, der unter der seltenen Hautkrankheit Hypohidrotische ektodermale Dysplasie leidet, und seine jüngere Schwester Meisie. Im April 2022 bezichtigte er Visser und Jones des jahrelangen körperlichen und sexuellen Missbrauchs. Du Preez zog in das Haus seiner inzwischen verstorbenen biologischen Mutter zurück. Seine Schwester Meisie lebt weiterhin unter der Obhut des Musikerduos. Diese haben die Vorwürfe zurückgewiesen.

## Diskografie
The Constructus Corporation
- 2002: The Ziggurat

MaxNormal.TV
- 2007: Rap Made Easy (EP)
- 2008: Good Morning South Africa

Die Antwoord
- 2009: $O$
- 2010: 5 (EP)
- 2010: Ekstra (EP)
- 2012: Ten$Ion
- 2014: Donker Mag
- 2016: Suck on This (Mixtape)
- 2016: Mount Ninji and da Nice Time Kid
- 2020: House of Zef[10]

## Filmografie
- 2004: Family Picnic – Anri du Toit (Yolandi Visser) – before Die Antwoord
- 2005: Spook Asem – Yolandi Visser short film – before Die Antwoord (Von und mit der schwangeren Yolandi Visser)
- 2011: Umshini Wam (Kurzfilm) – Hauptbesetzung
- 2015: Chappie
- 2017: Tommy Can't Sleep als Rattenmädchen
- 2024: ZEF: The Story of Die Antwoord (Dokumentarfilm)